# Werlte
Werlte település Németországban, azon belül Alsó-Szászország tartományban. Lakosainak száma 10 588 fő (2023. december 31.). Werlte Rastdorf, Vrees, Lindern, Löningen, Lähden, Lahn, Sögel és Spahnharrenstätte községekkel határos.

## Népesség
A település népességének változása:
| Lakosok száma | 10 077 | 10 163 | 10 211 | 10 260 | 10 259 | 10 539 | 10 588 |
|               | 2015   | 2016   | 2017   | 2019   | 2021   | 2022   | 2023   |